# سانتو آنتونیو
سانتو آنتونیو (به لاتین: Santo António) یک منطقهٔ مسکونی در سائوتومه و پرینسیپ است که در Príncipe Province واقع شده‌است.

## خصوصیات
سانتو آنتونیو ۱٬۳۵۷ نفر جمعیت دارد و ۲۰۴ متر بالاتر از سطح دریا واقع شده‌است.

## خواهرخوانده
شهر آویرو خواهرخواندهٔ سانتو آنتونیو هست.